# Düsselerhöhe
Düsselerhöhe, auch in der Schreibweise Düsseler Höhe, ist eine Ortslage in der bergischen Großstadt Wuppertal im Stadtteil Vohwinkel.

## Lage und Beschreibung
Die Ortslage liegt auf einer Höhe von 228 m ü. NHN auf dem Haßlinghauser Rücken (Wuppertaler Nordhöhen) im Norden des Wohnquartiers Schöller-Dornap im Stadtbezirk Vohwinkel. Benachbarte Ortslagen sind Jammerhörnchen, An der Piep, Bück, Saurenhaus, Schliepershäuschen, Oberst, Sandfeld, Wieden, Kirchenfeld, Klein Voisberg, Radenberg und Kirchenhöhe. Schickenberg, Gruitingschickenberg, Fredenschickenberg und Voßbeck, südlich von Kirchenhöhe, sind in den 1960er Jahren durch den Kalksteinabbau wüst gefallen.

## Geschichte
Der Ort lag an einem über die Höhe verlaufenden Kohlenweg, der schon auf der Topographia Ducatus Montani des Erich Philipp Ploennies aus dem Jahre 1715 verzeichnet ist. Auf der Topographischen Aufnahme der Rheinlande von 1824 ist ein Ort mit Düsseler Höh beschriftet, auf der Preußischen Uraufnahme von 1843 ist der Ort unbeschriftet. Ab den 1930er Jahren wurde das Gebiet vom Westen von der heutigen Landesstraße 74 (hier im Bereich die Wiedener Straße) bebaut und der Ortsname Düsselerhöhe wurde für die Siedlung angenommen, der dann dominierte. Zu der Siedlung gehören die Straßen Jammerhörnchen, An der Piep, Steinberger Weg, An der Bük, Zum Großen Busch und Düsseler Höhe.
Bis 1974 gehörte das Gebiet um die Kirchenhöhe zu Wülfrath, Gemarkung Unterdüssel. Die Straße mit dem Namen Düsseler Höhe wurde am 16. November 1953 erstmals benannt (in der Quelle steht zusätzlich das Datum 28. Februar 1956).